# الثعلب الأحمر الأمريكي
الثعلب الأحمر الأمريكي المعروف باسم الثعلب الأحمر الأمريكي الشرقي (الإسم العلمي:Vulpes vulpes fulvus)، هو نويع يتبع نوع الثعالب الحمراء من جنس الثعلبيات من فصيلة الكلبيات من اللواحم، يستوطن مناطق شرق الولايات المتحدة خاصةً في منطقة جبال روكي.

## الموئل
يستوطن الثعلب الأحمر الأمريكي معظم مناطق الولايات المتحدة الواقعة شرق جبال روكي باستثناء فلوريدا وجنوب السهول العظمة وجنوب تكساس (Frey, 2013; Tesky, 1995). يفضل الثعلب الأمريكي عموماً المجتمعات التي تتكون على أطراف الموائل ذات التنوع الكبير (Tesky, 1995). في المناطق المتقدمة، يستوطن الثعلب الأحمر المناطق التي تجمع بين الغابات والأراضي الزراعية (Tesky, 1995).

## النظام الغذائي والصيد والسلوك التغذية
يسيطر على النظام الغذائي للثعلب الأحمر في أمريكا الشمالية أكل اللحوم، خاصة الثدييات الصغيرة. لكن وباعتبارها من الأنواع النفعية، فإنها تتأقلم أيضاً مع نظام غذائي يشمل أكل اللحوم والحشرات والفواكه والتوت والطيور والنباتات والحيوانات الصغيرة الأخرى (Frey, 2013). وقد تختلف مصادر الغذاء تبعاً للمنطقة ، لكن الأرانب قطنية الذيل هي الفريسة الأكثر أهمية للثعالب الحمراء الأميركية. يستهلك الثعلب الأحمر في أمريكا الشمالية جيف الحيوانات الأكبر حجماً، كما يتغيّر نظامها الغذائي تبعاً للتغيّر الموسمي (Tesky, 1995).

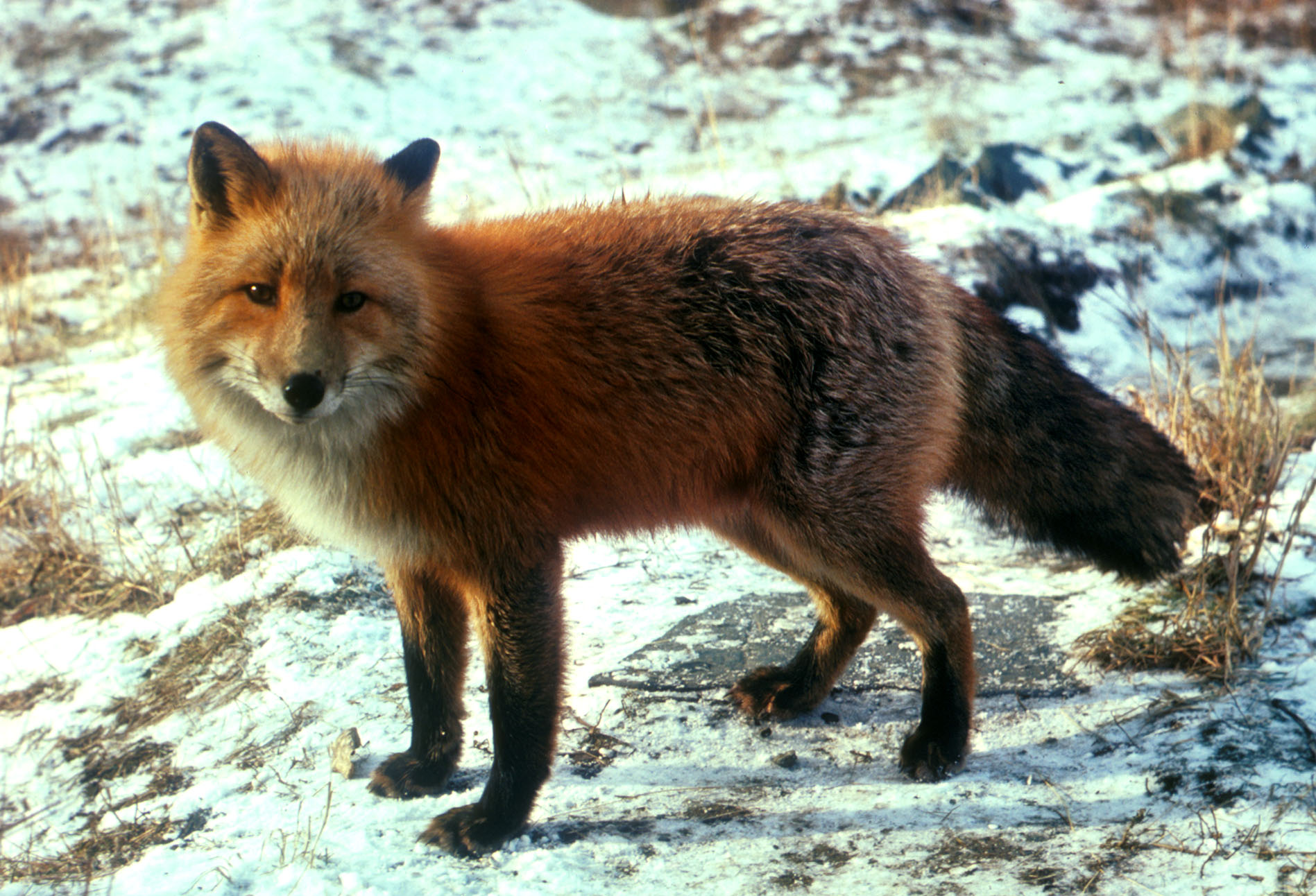
الثعلب الأحمر بفراءه الشتوي